# Baptiste Valette
Baptiste Valette (Sète, 1º settembre 1992) è un calciatore francese, portiere del Grasse.

## Carriera
Cresciuto nel Montpellier, dal 2015 al 2017 gioca due stagioni da titolare in con il Virton. Nel 2017 passa al Nîmes, dove gioca da titolare in seconda serie francese, al termine della stagione 2018-2019, si trasferisce al Nancy.